# Acilius fraternus
Acilius fraternus är en skalbaggsart som först beskrevs av Harris 1828.  Acilius fraternus ingår i släktet Acilius och familjen dykare. Inga underarter finns listade i Catalogue of Life.

## Bildgalleri

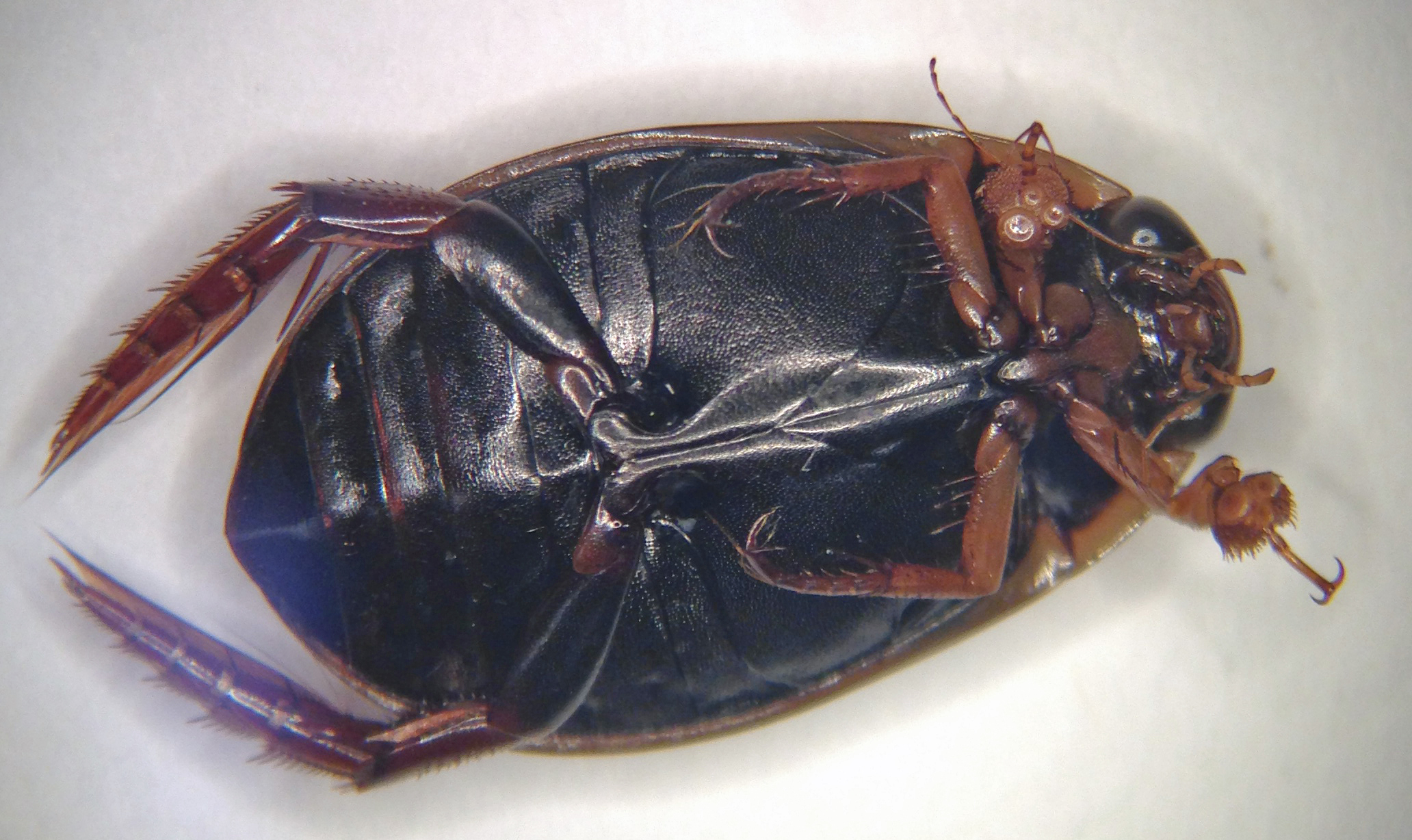